# 星合具泰
星合 具泰（ほしあい ともひら）は、安土桃山時代から江戸時代前期にかけての武将・旗本。星合親泰から数えて4代目の星合氏当主。

## 生涯
永禄10年（1567年）、伊勢国の戦国大名である北畠家の家臣・星合教賢の子として誕生。
伯父・星合教房が死去し、祖父・星合具種に養育される。当時具泰は僅か1歳だったため、父・教賢が軍代を務めた。元亀3年（1572年）、具種が死去し、その跡を継いで大河内城へ移り住む。天正4年（1576年）に三瀬の変で主君・北畠具教が北畠信意（後の織田信雄）に暗殺されると、具泰は大和国吉野にて蟄居した。
その後尾張国へ移住し、信雄の嫡男・織田秀雄に仕えた。文禄4年（1595年）に豊臣秀吉の命令によって秀雄の家老となり、靑江の刀を賜った。さらに大阪への参勤、伏見への往還の使として河内国に300石を、秀雄からは牛原郷、安地美郷、花黒郷を任されてこれらを領した。
慶長5年（1600年）、徳川家康が上杉景勝征伐の兵を挙げ（会津征伐）、下野国小山に着陣した際に、信雄父子の東軍加勢を家康に伝えるべく村瀬重治と共に派遣された。ところが具泰らが小田原付近へ至った時、石田三成の挙兵（伏見城の戦い）の知らせを受ける。そこで2人は酒匂で相談し、重治は家康の下へ本来の内容を伝えに、具泰は信雄の下へ軍事行動を起こすべく上方へ赴いた。その途中、掛川城へ至った際に、城主・山内一豊は通行人を通さないよう指示していた。具泰は知り合いの岩田某を通じて事の経緯を説明し、了承した一豊に自らの家人をつけて送り出され、無事2000の軍勢を引き連れて信雄の下に馳せ参じることができた。信雄は具泰に「今や多くの家臣が石田三成と内通しておる。わしは家康様に味方すべく彼らを無視していたところだ。そなたら2人の帰還を待っておった。」と言ったという。これを聞いて具泰は越前国の秀雄の下へ赴き、青木一矩の軍勢を加えて大谷吉継を討ち取り、秀雄への忠節としようと考え、即座に出立した。越前の木ノ芽峠にて大谷勢と遭遇し撃破を試みたが遮られ失敗、そのまま秀雄の下へ赴いて前田利長の軍勢と合流した。前田勢と共に山口正弘の篭る大聖寺城を陥落させた。
しかし戦後、家康によって織田家は改易。秀雄に付き添って各地を転々とするが、慶長15年（1610年）に主君・秀雄が死去。その後、関ヶ原の戦いでの行動が評価され、慶長18年（1613年）に常陸国小田に1500石の領地を賜ったが、これに岡田利治が異論を唱え、本多正信に「具泰が信雄の家臣であった頃、彼の領地は村瀬重治の倍ありました。主君への忠節も重治と同等であります。重治は現在3000石も知行しているのに対し、具泰が1500石しか知行していないのはなぜでしょう。」と訴えた。これに対し正信は後日言上を約束したが、まもなく家康と正信が相次いで死去したため、具泰の加増は実現しなかった。大坂の陣には安藤重信配下で出陣した。
寛永8年（1631年）に書院番となり、寛永9年（1632年）にそれを辞して寄合となった。寛永16年（1639年）死去、享年73。
子孫に星合顕行がいる。